# Недумуди Вену
Этот человек известен под сценическим псевдонимом, состоящим из личного имени (Вену) и прозвища (Недумуди).
Недумуди Вену (малаял. നെടുമുടി വേണു), настоящее имя Кесаван Венугопал Наир (малаял. കേശവപിള്ള വേണുഗോപാലൻ; 22 мая 1948, Недумуди, Траванкор — 11 октября 2021, Тривандрам) — индийский актёр и сценарист, работавший преимущественно в кино на малаялам.

## Биография
Кесаван Венугопал Наир родился 22 мая 1948 года в деревне Недумуди, округа Аллеппи, в семье П. К. Кесавана Пиллаи и П. Кунджиккуттияммы, где помимо него было ещё четверо детей.
После окончания колледжа Санатана Дхарма в Аллеппи он некоторое время работал учителем и журналистом в Kalakaumudi. До того как начать сниматься в кино он играл в театре и был членом труппы Кавалама Нараяны Паникера.
Вену дебютировал в кино как актёр в 1978 году в драме Thampu режиссера Г. Аравиндана. 
Год спустя он продемонстрировал своё актёрское мастерство, сыграв подстрекателя Челлаппаншари в драме Thakara.
С тех пор он снялся почти в 500 фильмах, большинство из которых было на малаялам. Среди его работ в тамильском кинематографе «Индиец» с Камалом Хасаном и «Незнакомец» с Викрамом, а также Mogamul (1995) и «Вездесущность ритма» (2019).
Одна из его самых запоминающихся ролей пришлась на 1981 год, когда он сыграл главного героя в Kallan Pavithran.
В 1990 году он получил свою первую Национальную кинопремию за роль махараджи Удайи Вармы Тхампурана в фильме His Highness Abdullah.
Он также был частью англоязычного фильма Chaurahen (2012).
В более поздние годы его чаще видели в роли патриарха семьи. Его последним прижизненным появлением на большом экране стала короткая, но впечатляющая роль кривого старика в эпизоде «Рани» из антологии Aanum Pennum.
Вену написал сценарии для таких фильмов, как Kattathe Kilikkoodu (1983), Ambada Njane (1985), Oru Katha Oru Nunnakkatha (1986), Theertham (1987), Sruthi (1987), Savidham (1992) и Angane Oru Avadhikkalathu (1999). Он также снял фильм под названием Pooram (1989).
Актёр выиграл три Национальных кинопремии и шесть премий штата Керала за различные роли.
Свою первую кинопремию штата Керала (за роль второго плана) он выиграл за фильм Chamaram в 1980 году. Он также получил награды за главную роль в Vida Parayum Munpe в 1981 и Oru Minnaminunginte Nurunguvettam в 1987 году. Актёр также получил награду за роль Сайры в одноименном фильме на Международном кинофестивале в Зимбабве в сентябре 2007 года.
Недумуди Вену скончался 11 октября 2021 в частной больнице в Тривандраме, куда был госпитализирован за день до этого из-за проблем с печенью.
У него остались жена Сушила и два сына: Унни и Каннан.